# Baraqueville
Baraqueville, en occitan La Barraca (de Fraisse), est une commune française située dans le département de l'Aveyron, en région Occitanie.
La commune est labellisée Village étape depuis 2018.

## Géographie

### Localisation et communes limitrophes
La commune de Baraqueville se trouve au centre-ouest  du département de l'Aveyron, dans la petite région agricole du Ségala.
Elle se situe à 20 km par la route de Rodez, préfecture du département, et à 42 km de Villefranche-de-Rouergue, sous-préfecture. La commune fait en outre partie du bassin de vie de Baraqueville.
Les communes les plus proches sont, : Manhac (3,8 km), Boussac (5,2 km), Camboulazet (5,4 km), Gramond (5,5 km), Quins (6,9 km), Calmont (7,1 km), Moyrazès (7,4 km), Druelle (8,9 km), Luc-la-Primaube (9,1 km).

### Hydrographie

#### Réseau hydrographique

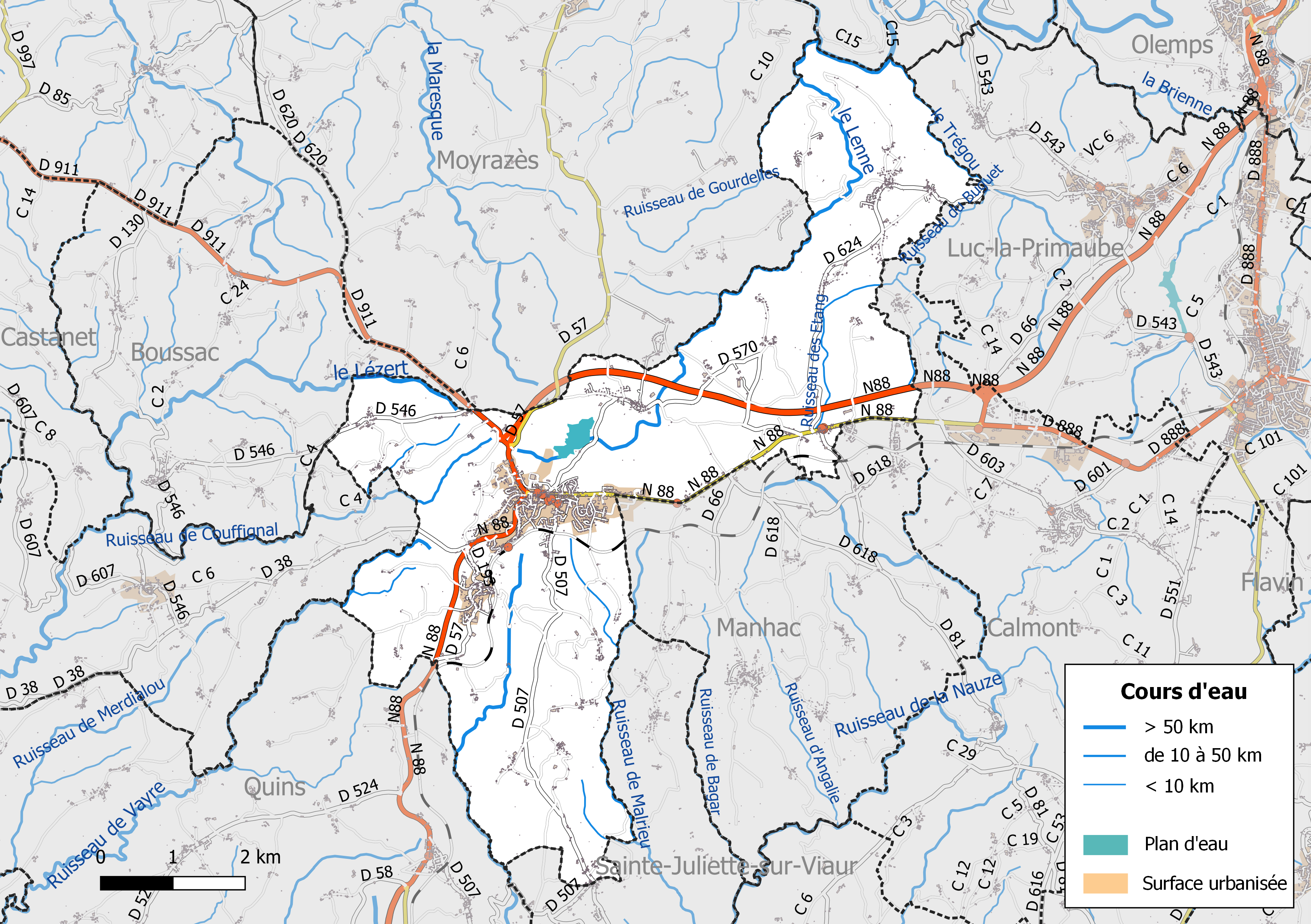
Réseaux hydrographique et routier de Baraqueville.

La commune est drainée par l'Aveyron, le Lézert, le Lenne, le Ruisseau de Congorbes, le Ruisseau de Vayre, le Trégou, le ruisseau de Couffignal, le ruisseau de Malrieu, le ruisseau de Gourdelles, le ruisseau de la Fage, le ruisseau des Etang, le ruisseau des Hivernoirs et par divers petits cours d'eau.
L'Aveyron, d'une longueur totale de 290,6 km, prend sa source dans la commune de Sévérac d'Aveyron et se jette  dans le Tarn à Lafrançaise, après avoir arrosé 60 communes.
Le Lézert, d'une longueur totale de 39 km, prend sa source dans la commune de Baraqueville et se jette  dans le Viaur à Mirandol-Bourgnounac, après avoir arrosé 12 communes.
Le Lenne, d'une longueur totale de 10,4 km, prend sa source dans la commune de Baraqueville et se jette  dans  l'Aveyron à Druelle Balsac, après avoir arrosé 3 communes.
Le Ruisseau de Congorbes, d'une longueur totale de 11,3 km, prend sa source dans la commune de Baraqueville et se jette  dans le Viaur à Centrès, après avoir arrosé 5 communes.
Le Ruisseau de Vayre, d'une longueur totale de 14,6 km, prend sa source dans la commune de Baraqueville et se jette  dans le Lézert à Naucelle, après avoir arrosé 5 communes.
Créé en 1995 par la commune, le plan d'eau du val de Lenne comprend une base nautique ouverte à la baignade à certaines périodes de l'année.

#### Gestion des cours d'eau
Afin d’atteindre le bon état des eaux imposé par la Directive-cadre sur l'eau du 23 octobre 2000, plusieurs outils de gestion intégrée s’articulent à différentes échelles pour définir et mettre en œuvre un programme d’actions de réhabilitation et de gestion des milieux aquatiques : le SDAGE (Schéma directeur d'aménagement et de gestion des eaux), à l’échelle du bassin hydrographique, et le SAGE (Schéma d'aménagement et de gestion des eaux), à l’échelle locale. Ce dernier fixe les objectifs généraux d’utilisation, de mise en valeur et de protection quantitative et qualitative des ressources en eau superficielle et souterraine. Trois SAGE sont mis en oeuvre dans le département de l'Aveyron.
La commune fait partie du SAGE du bassin versant du Viaur, approuvé le 28 mars 2018, au sein du SDAGE Adour-Garonne. Le périmètre de ce SAGE couvre 89 communes, sur trois départements (Aveyron, Tarn et Tarn-et-Garonne),. Le pilotage et l’animation du SAGE sont assurés par l’établissement public d'aménagement et de gestion des eaux (EPAGE) du bassin du Viaur, une structure qui regroupe les établissements publics de coopération intercommunale à fiscalité propre (EPCI-FP) dont le territoire est inclus (en totalité ou partiellement) dans le bassin hydrographique du Viaur et les structures gestionnaires de l’alimentation en eau potable des populations et qui disposent d’une ressource sur le bassin versant du Viaur. Il correspond à l’ancien syndicat mixte du Bassin versant du Viaur,.

### Climat
Pour des articles plus généraux, voir Climat de l'Occitanie et Climat de l'Aveyron.
En 2010, le climat de la commune est de type climat océanique altéré, selon une étude s'appuyant sur une série de données couvrant la période 1971-2000. En 2020, Météo-France publie une typologie des climats de la France métropolitaine dans laquelle la commune est dans une zone de transition entre le climat océanique altéré et le climat de montagne et est dans la région climatique Sud-est du Massif Central, caractérisée par une pluviométrie annuelle de 1 000 à 1 500 mm, minimale en été, maximale en automne.
Pour la période 1971-2000, la température annuelle moyenne est de 9,3 °C, avec une amplitude thermique annuelle de 15,3 °C. Le cumul annuel moyen de précipitations est de 1 008 mm, avec 11,9 jours de précipitations en janvier et 6,7 jours en juillet. Pour la période 1991-2020, la température moyenne annuelle observée sur la station météorologique la plus proche, située sur la commune de Colombiès à 11 km à vol d'oiseau, est de 11,5 °C et le cumul annuel moyen de précipitations est de 989,2 mm,. Pour l'avenir, les paramètres climatiques de la commune estimés pour 2050 selon différents scénarios d'émission de gaz à effet de serre sont consultables sur un site dédié publié par Météo-France en novembre 2022.

### Milieux naturels et biodiversité
L’inventaire des zones naturelles d'intérêt écologique, faunistique et floristique (ZNIEFF) a pour objectif de réaliser une couverture des zones les plus intéressantes sur le plan écologique, essentiellement dans la perspective d’améliorer la connaissance du patrimoine naturel national et de fournir aux différents décideurs un outil d’aide à la prise en compte de l’environnement dans l’aménagement du territoire.
Le territoire communal de Baraqueville comprend une ZNIEFF de type 1,, 
la « Rivière Aveyron » (3 500 ha), couvrant 63 communes dont 38 dans l'Aveyron, 5 dans le Tarn et 20 dans le Tarn-et-Garonne
, et deux ZNIEFF de type 2, : 
- la « Vallée de l'Aveyron » (14 644 ha), qui s'étend sur 68 communes dont 41 dans l'Aveyron, 5 dans le Tarn et 22 dans le Tarn-et-Garonne[25];
- la « Vallée du Viaur et ses affluents » (27 587 ha), qui s'étend sur 56 communes dont 45 dans l'Aveyron, 10 dans le Tarn et 1 dans le Tarn-et-Garonne[26].

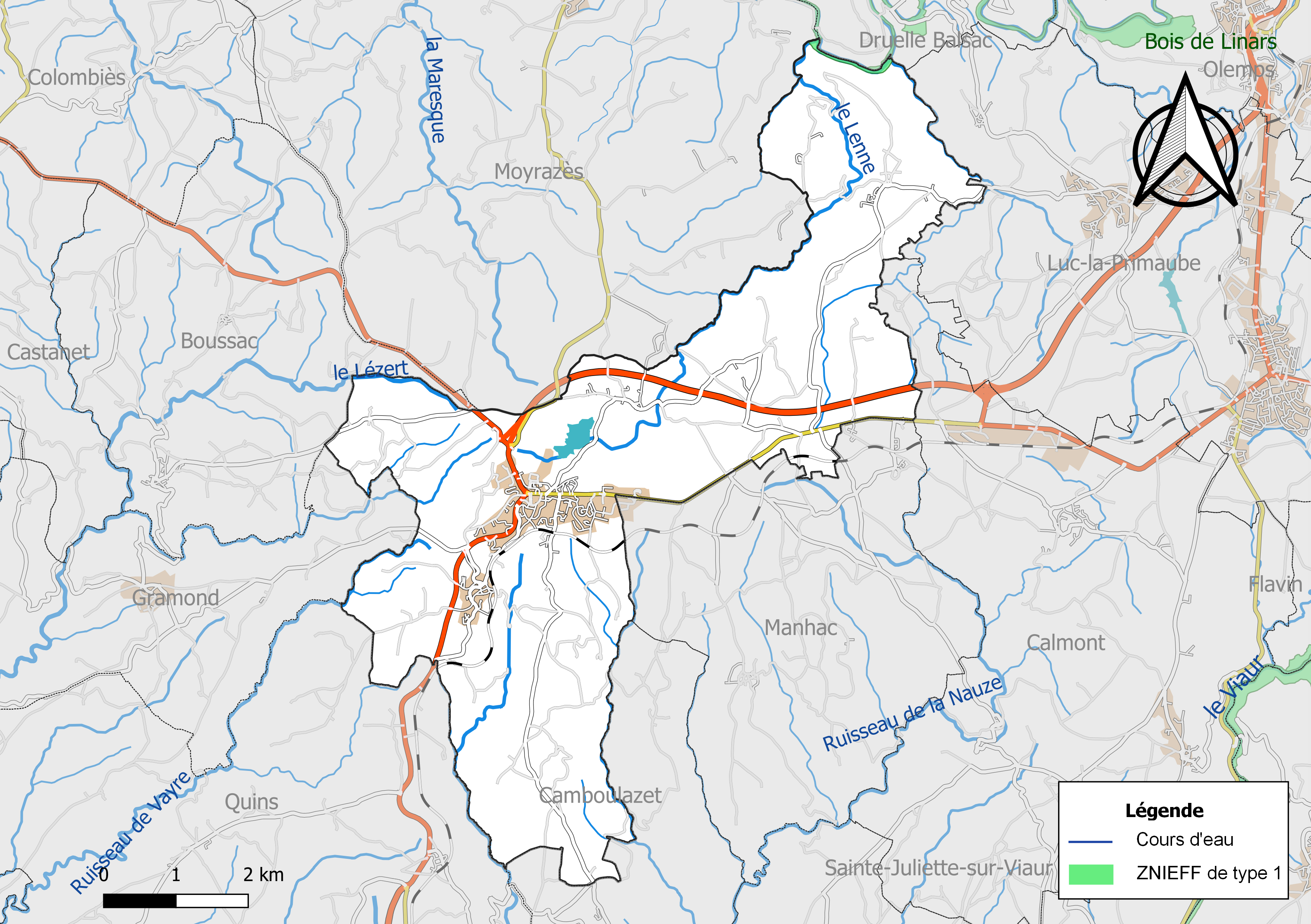
Carte de la ZNIEFF de type 1 de la commune.
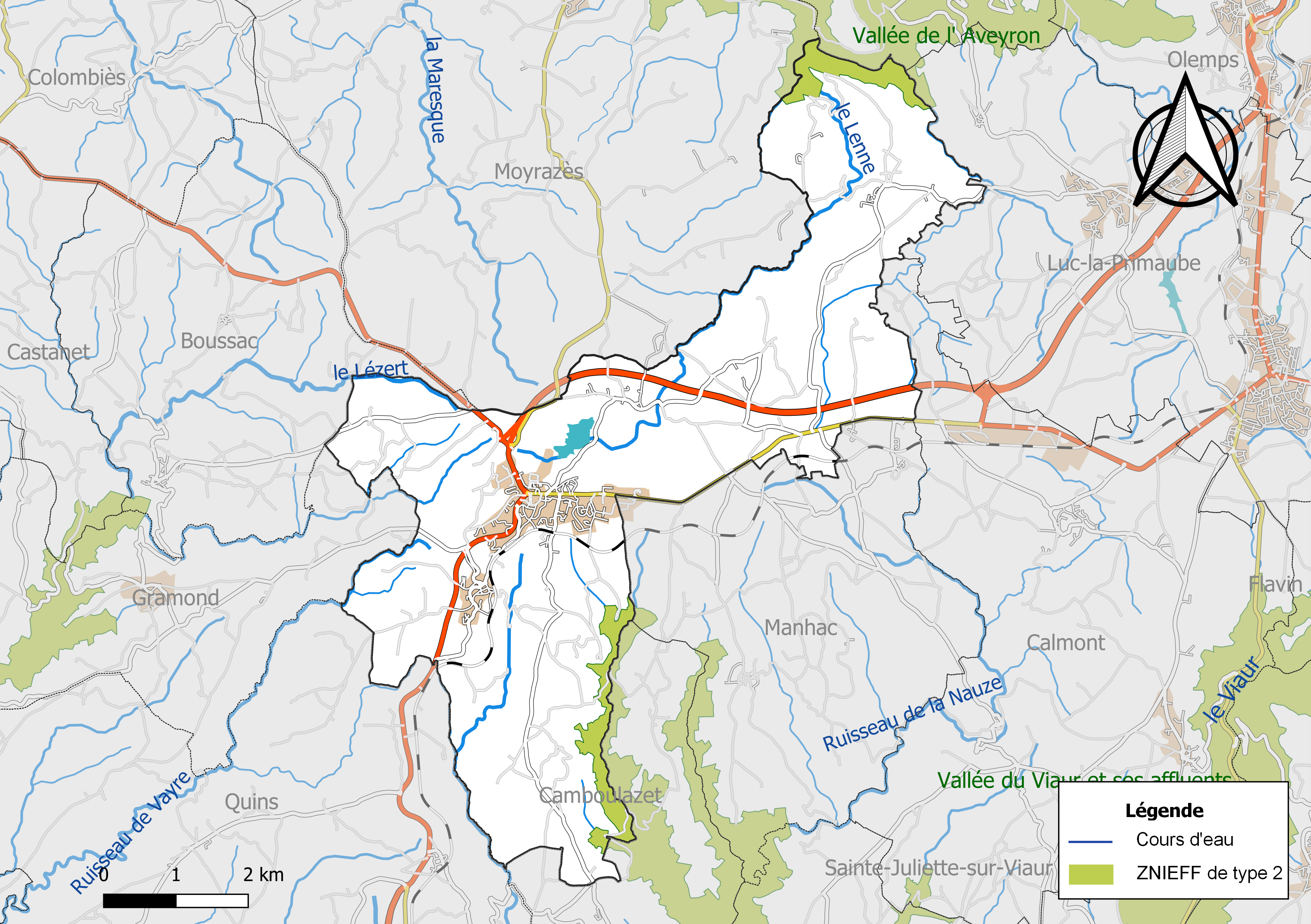
Carte des ZNIEFF de type 2 de la commune.

## Urbanisme

### Typologie
Au 1er janvier 2024, Baraqueville est catégorisée commune rurale à habitat dispersé, selon la nouvelle grille communale de densité à 7 niveaux définie par l'Insee en 2022.
Elle appartient à l'unité urbaine de Baraqueville, une unité urbaine monocommunale constituant une ville isolée,. Par ailleurs la commune fait partie de l'aire d'attraction de Rodez, dont elle est une commune de la couronne,. Cette aire, qui regroupe 68 communes, est catégorisée dans les aires de 50 000 à moins de 200 000 habitants,.

### Occupation des sols

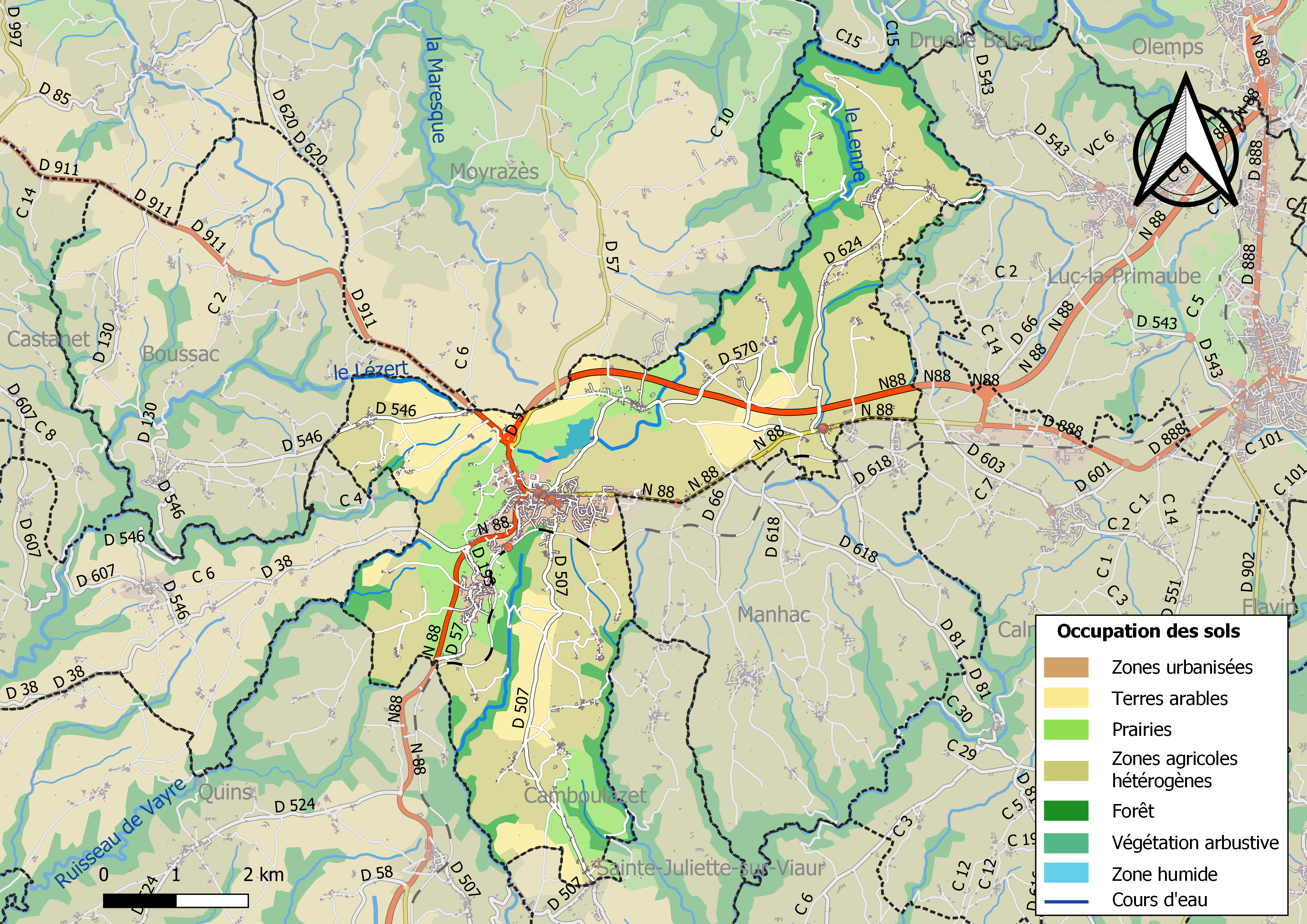
Infrastructures et occupation des sols de la commune de Baraqueville.

L'occupation des sols de la commune, telle qu'elle ressort de la base de données européenne d’occupation biophysique des sols Corine Land Cover (CLC), est marquée par l'importance des territoires agricoles (77,7 % en 2018), en diminution par rapport à 1990 (83,1 %). La répartition détaillée en 2018 est la suivante : 
zones agricoles hétérogènes (51,7 %), prairies (14,1 %), forêts (13 %), terres arables (11,8 %), zones urbanisées (5,6 %), mines, décharges et chantiers (3,7 %).

### Planification
La loi SRU du 13 décembre 2000 a incité fortement les communes à se regrouper au sein d’un établissement public, pour déterminer les partis d’aménagement de l’espace au sein d’un SCoT, un document essentiel d’orientation stratégique des politiques publiques à une grande échelle. La commune est dans le territoire du SCoT du Centre Ouest Aveyron  approuvé en février 2020. La structure porteuse est le Pôle d'équilibre territorial et rural Centre Ouest Aveyron, qui associe neuf EPCI, notamment la communauté de communes Pays Ségali, dont la commune est membre.
La commune disposait en 2017 d'un plan local d'urbanisme en révision. Le zonage réglementaire et le règlement associé peuvent être consultés sur le Géoportail de l'urbanisme.

### Risques majeurs
Le territoire de la commune de Baraqueville est vulnérable à différents aléas naturels : climatiques (hiver exceptionnel ou canicule), feux de forêts et séisme (sismicité très faible).
Il est également exposé à un risque technologique, le transport de matières dangereuses, et à un risque particulier, le risque radon,.

#### Risques naturels
Le Plan départemental de protection des forêts contre les incendies découpe le département de l’Aveyron en sept « bassins de risque » et définit une sensibilité des communes à l’aléa feux de forêt (de faible à très forte). La commune est classée en sensibilité faible.
Les mouvements de terrains susceptibles de se produire sur la commune sont liés au retrait-gonflement des argiles, conséquence d'un changement d'humidité des sols argileux. Les argiles sont capables de fixer l'eau disponible mais aussi de la perdre en se rétractant en cas de sécheresse. Ce phénomène peut provoquer des dégâts très importants sur les constructions (fissures, déformations des ouvertures) pouvant rendre inhabitables certains locaux. La carte de zonage de cet aléa peut être consultée sur le site de l'observatoire national des risques naturels Georisques.

#### Risques technologiques
Le risque de transport de matières dangereuses sur la commune est lié à sa traversée par une route à fort trafic et une ligne de chemin de fer. Un accident se produisant sur de telles infrastructures est en effet susceptible d’avoir des effets graves au bâti ou aux personnes jusqu’à 350 m, selon la nature du matériau transporté. Des dispositions d’urbanisme peuvent être préconisées en conséquence.

#### Risque particulier
Dans plusieurs parties du territoire national, le radon, accumulé dans certains logements ou autres locaux, peut constituer une source significative d’exposition de la population aux rayonnements ionisants. Toutes les communes du département sont concernées par le risque radon à un niveau plus ou moins élevé. La commune de Baraqueville est classée à risque moyen à élevé.

## Histoire

### Préambule
Officiellement, Baraqueville est née le 1er janvier 1973, de la fusion entre les anciennes communes de Carcenac-Peyralès et de Vors. Le 4 août de la même année, on voit apparaître pour la première fois le nouveau canton de Baraqueville-Sauveterre.

### Antiquité
Avant 1810 :  
Rien, ou presque. De l'époque romaine, on retient la fontaine de Vors (709 m d'altitude) qui alimente Rodez en eau par un ingénieux système d'aqueduc de 30 km de longueur, souterrain d'abord, aérien ensuite. À vol d'oiseau, la distance n'est que de 12 km. En fait, l'aqueduc est très sinueux, compte tenu du relief. On retient aussi que la voie romaine empruntait déjà la crête dorsale du Ségala. Les chars et les cavaliers faisaient étape au Lac - La Mothe - et au Pont de Tanus.

### Époque moderne
Du milieu du XVIIIe siècle, on retient l'étape de Carcenac-Peyralès, située sur la route royale no 5 qui relie Toulouse à Lyon. En fait cette route était peu fréquentée et présentait probablement un intérêt stratégique. Carcenac-Peyralès se trouvait également sur la route royale no 3 qui reliait Montauban à Montpellier, via Millau.

### Époque contemporaine
1810 : construction de la Baraque de Fraysse. 
Les routes no 3 et no 5 conçues par Lescalopier furent construites sans enthousiasme par les riverains, car elles étaient exigées sous forme de corvée. Les Ségalis furent lents au travail, car, légèrement xénophobes, ils n'éprouvaient pas le besoin de communiquer avec l'extérieur. Mais enfin, les routes royales furent construites. En fait, elles furent utilisées par les cavaliers (les motos de l'époque), les tilburies (les automobiles), les chars à bœufs (les camions) et les diligences (les cars). Au cours de leur trajet, ces gens avaient besoin de se reposer, de se restaurer, et de changer de monture. C'est pour répondre à ce besoin que le sieur Fraysse décida de construire sa « baraque » à l'emplacement de l'hôtel-restaurant Palous actuel.
L'expansion de la Baraque de Fraysse fut très lente puisqu'en 1866, il n'y avait que 15 habitants (alors que Moyrazès en comptait 2 300).
1903 : construction du chemin de fer entre Carmaux et Rodez.
La terre du Ségala est une terre acide. Il est donc nécessaire de lui apporter du calcaire, plus exactement : de la chaux. Avant le chemin de fer, la chaux était transportée sur les chars à bœufs. Dès que la liaison ferroviaire Carmaux-Rodez a été réalisée, la chaux pouvait arriver soit par Rodez soit par Carmaux (le Ségala est entouré de causses à l'est et à l'ouest). À partir de 1906, les foires deviennent mensuelles. Quelques artisans s'installent au bord de la route. L'administration des postes demande d'identifier le hameau. Le maire de Vors choisit « Baraqueville ».
Entre 1920 et 1931, Baraqueville flirte avec la prospérité, grâce à la pomme de terre. Qu'on en juge : de la gare de Baraqueville - Carcenac-Peyralès partent tous les jours de 30 à 40 wagons.
Le krach boursier de 1929, à Wall Street, a des conséquences catastrophiques sur le monde entier en général, et sur le Ségala en particulier. La crise économique de 1931-1935 reste encore gravée dans la mémoire des anciens. C'est pourtant pendant cette période qu'est construit le silo en bordure de la route nationale 88.
1973 : création le la commune de Baraqueville.
Jacques Boubal (maire de Vors) et Joseph Lutran (maire de Carcenac-Peyralès) réunissent les  deux communes et  Jacques Boubal, devient  le premier maire de la commune de Baraqueville.

## Politique et administration

### Découpage territorial
La commune de Baraqueville est membre de la communauté de communes Pays Ségali, un établissement public de coopération intercommunale (EPCI) à fiscalité propre créé le 1er janvier 2017 dont le siège est à Baraqueville. Ce dernier est par ailleurs membre d'autres groupements intercommunaux.
Sur le plan administratif, elle est rattachée à l'arrondissement de Villefranche-de-Rouergue, au département de l'Aveyron et à la région Occitanie. Sur le plan électoral, elle dépend du  canton de Ceor-Ségala pour l'élection des conseillers départementaux, depuis le redécoupage cantonal de 2014 entré en vigueur en 2015, et de la deuxième circonscription de l'Aveyron  pour les élections législatives, depuis le dernier découpage électoral de 2010.

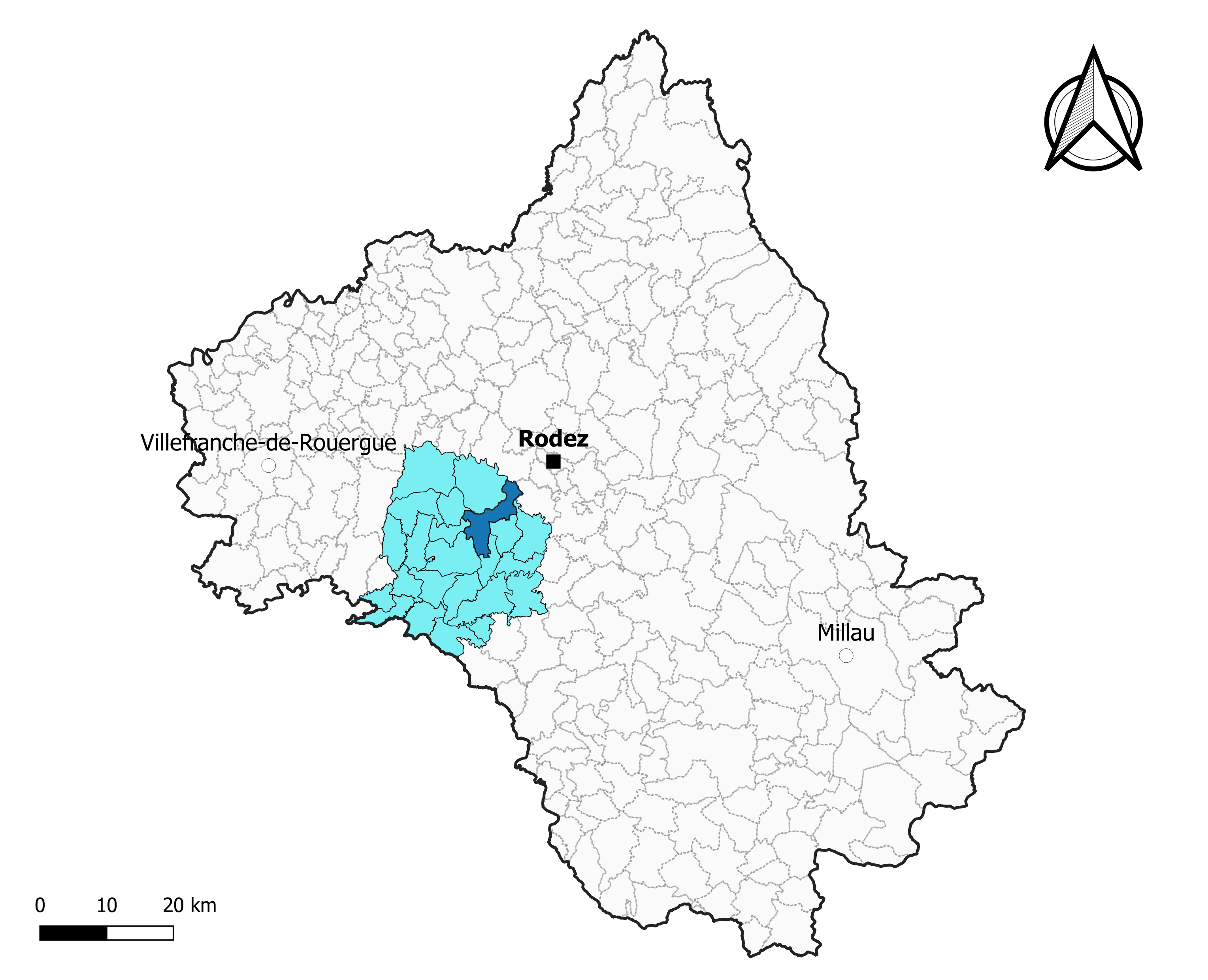
Baraqueville dans l'intercommunalité en 2020.
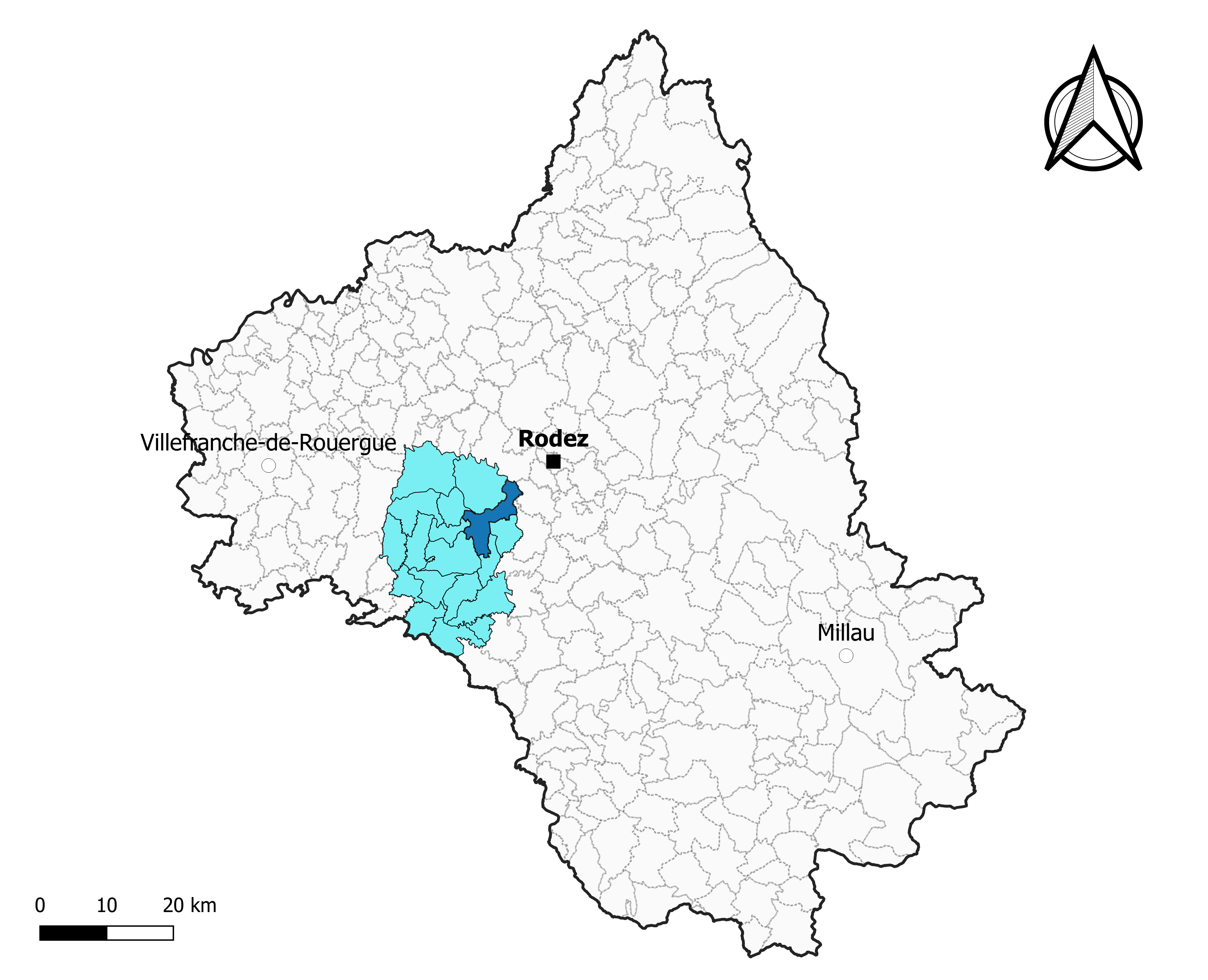
Baraqueville dans le canton de Ceor-Ségala en 2020.
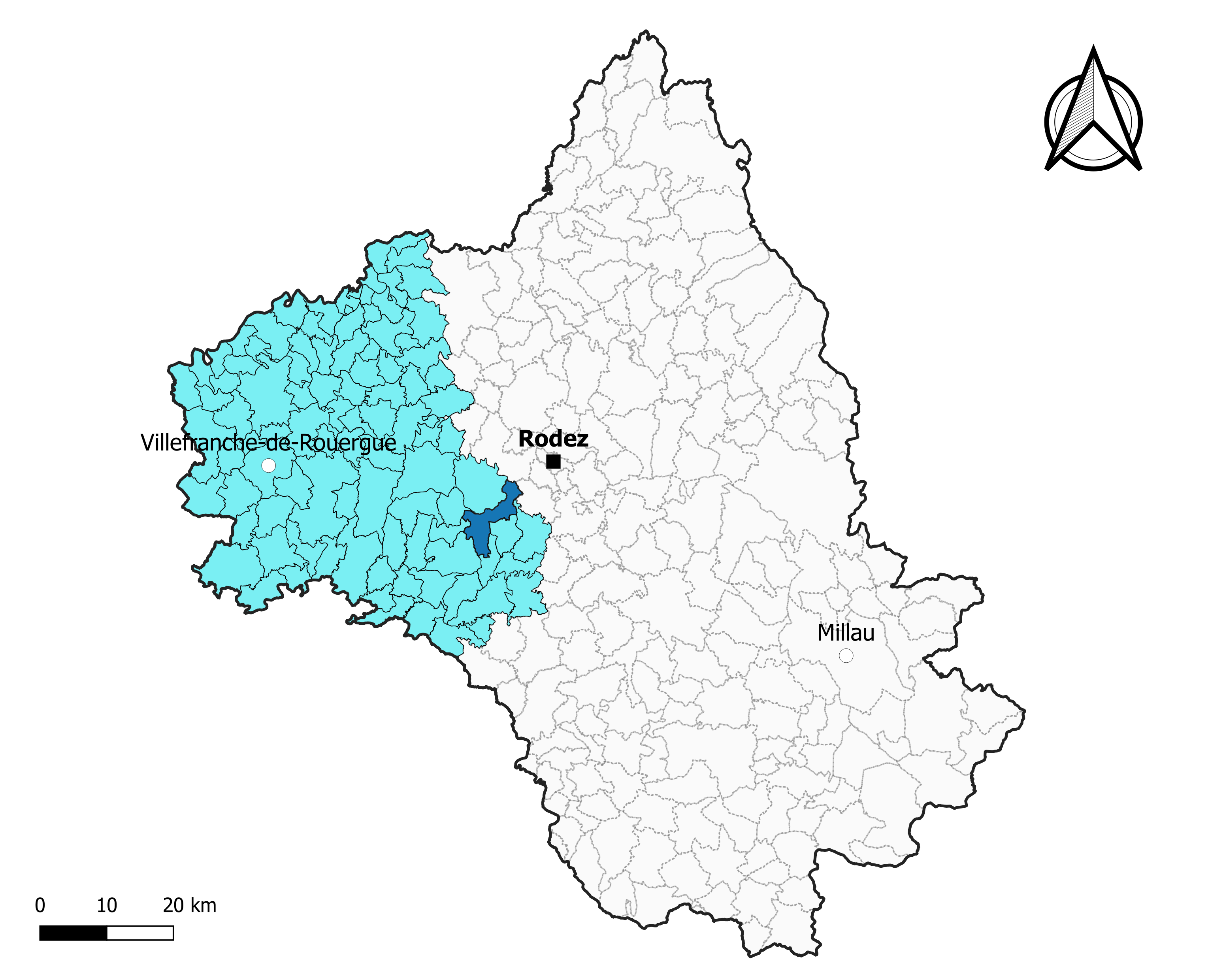
Baraqueville dans l'arrondissement de Villefranche-de-Rouergue en 2020.

### Élections municipales et communautaires

#### Élections de 2020
| Tête de liste      | Suffrages | Pourcentage | CM | CC |
| ------------------ | --------- | ----------- | -- | -- |
| Jacques Barbezange | 811       | 67,97 %     | 20 | 5  |
| Thomas Jaafar      | 382       | 32,02 %     | 3  | 1  |

Le conseil municipal de Baraqueville, commune de plus de 1 000 habitants, est élu au scrutin proportionnel de liste à deux tours (sans aucune modification possible de la liste), pour un mandat de six ans renouvelable. Compte tenu de la population communale, le nombre de sièges à pourvoir lors des élections municipales de 2020 est de 23. Les vingt-trois conseillers municipaux sont élus au premier tour avec un taux de participation de 53,21 %, se répartissant en vingt issus de la liste conduite par Jacques Barbezange et trois issus de celle de Thomas Jaafar.
Jacques Barbezange, maire sortant, est réélu pour un nouveau mandat le 27 mai 2020.
Les six sièges attribués à la commune au sein du conseil communautaire de la communauté de communes Pays Ségali se répartissent en : liste de Jacques Barbezange (5) et liste de Thomas Jaafar (1).

#### Liste des maires
| Période                                  | Période   | Identité            | Étiquette | Qualité                                                             |
| ---------------------------------------- | --------- | ------------------- | --------- | ------------------------------------------------------------------- |
| 1973                                     | 1977      | Jacques Boubal      |           |                                                                     |
| 1977                                     | 2001      | Denys Jaudon        | PS        | Conseiller général                                                  |
| 2001                                     | mars 2008 | Jean Louis Calviac  | UMP       | Conseiller général                                                  |
| mars 2008                                | mars 2011 | Jean Albinet        |           |                                                                     |
| mars 2011                                | mars 2014 | Marie-José Marty    |           |                                                                     |
| avril 2014                               | En cours  | Jacques Barbezange, | UDI       | Cadre de la fonction publique, conseiller départemental depuis 2021 |
| Les données manquantes sont à compléter. |           |                     |           |                                                                     |

## Population et société

### Démographie
L'évolution du nombre d'habitants est connue à travers les recensements de la population effectués dans la commune depuis 1800. Pour les communes de moins de 10 000 habitants, une enquête de recensement portant sur toute la population est réalisée tous les cinq ans, les populations de référence des années intermédiaires étant quant à elles estimées par interpolation ou extrapolation. Pour la commune, le premier recensement exhaustif entrant dans le cadre du nouveau dispositif a été réalisé en 2006.

En 2022, la commune comptait 3 168 habitants, en évolution de +0,7 % par rapport à 2016 (Aveyron : +0,37 %, France hors Mayotte : +2,11 %).
| 1800 | 1831 | 1836 | 1841 | 1846 | 1851 | 1856 | 1861 | 1866 |
| ---- | ---- | ---- | ---- | ---- | ---- | ---- | ---- | ---- |
| 142  | 493  | 537  | 598  | 602  | 681  | 635  | 626  | 659  |

| 1872 | 1876 | 1881 | 1886 | 1891 | 1896 | 1901 | 1906 | 1911 |
| ---- | ---- | ---- | ---- | ---- | ---- | ---- | ---- | ---- |
| 654  | 696  | 698  | 794  | 708  | 857  | 795  | 873  | 907  |

| 1921 | 1926 | 1931 | 1936 | 1946 | 1954 | 1962  | 1968  | 1975  |
| ---- | ---- | ---- | ---- | ---- | ---- | ----- | ----- | ----- |
| 866  | 900  | 898  | 940  | 973  | 950  | 1 006 | 1 102 | 1 814 |

| 1982  | 1990  | 1999  | 2006  | 2011  | 2016  | 2021  | 2022  | - |
| ----- | ----- | ----- | ----- | ----- | ----- | ----- | ----- | - |
| 2 119 | 2 458 | 2 569 | 2 838 | 3 061 | 3 146 | 3 163 | 3 168 | - |

### Enseignement
- École maternelle et élémentaire publique Georges Brassens
- École maternelle et élémentaire publique de Carcenac-Peyralès
- École maternelle et élémentaire publique de Lax
- École maternelle et élémentaire privées Saint Dominique
- Collège public Albert Camus
- Collège privé Notre-Dame
- Crèche
- Relais d’assistantes Maternelles

### Manifestations culturelles et festivités
- Marché aux puces (le 2e dimanche de chaque mois)
- Exposition de véhicule de collection (2e dimanche de chaque mois d'avril à octobre)
- Marché d'été (tous les dimanches de juin à septembre)
- Marché au cadran/ marché aux bestiaux (tous les lundis)
- Exposition avicole (février)
- Foire mensuel (tous les deuxièmes mercredis du mois)
- Before Lax'n Blues et Lax'n Blues (mars)
- Concours des Bœufs de pâques (mars)
- Foire du matériels agricoles (mai)
- Bourse d'échange des vieux volants (été)
- Fête de la cerise (juin)
- Feu d'artifice (13 juillet)
- Festival Folklorique International du Rouergue (août)
- Jeux en Pays Ségali (tous les 2 ans)
- Concours de pétanque (été)
- Concours d'agility
- Arbre Expo (octobre)
- Foire au gras et marché de Noël (décembre)
- Mon Village Invite l'Humour
- Cinéma plein air (été)
- Fête à Lax : descente de caisse à savon, concert, etc. (septembre)
- Aveyronnaise Classic (enduro)
- Téléthon
- Théâtre
- Concert
- Thé dansant

### Sports
La commune de Baraqueville est équipée d'un complexe sportif comprenant 2 gymnases, une salle de danse et un dojo. Elle possède également 2 terrain de tennis extérieur et 3 stades dont un avec piste d'athlétisme et terrain de pétanque/quilles. Un quillodrome est également en projet.
Le plan d'eau du Val de Lenne (17 hectares) propose aussi du Paddle, du canoë/kayak, de la voile, etc tout au long de l'été.

Un parcours de santé et quatre randonnées sont faisables autour du lac et une quarantaine d'association sportives proposent ses services sur la commune.

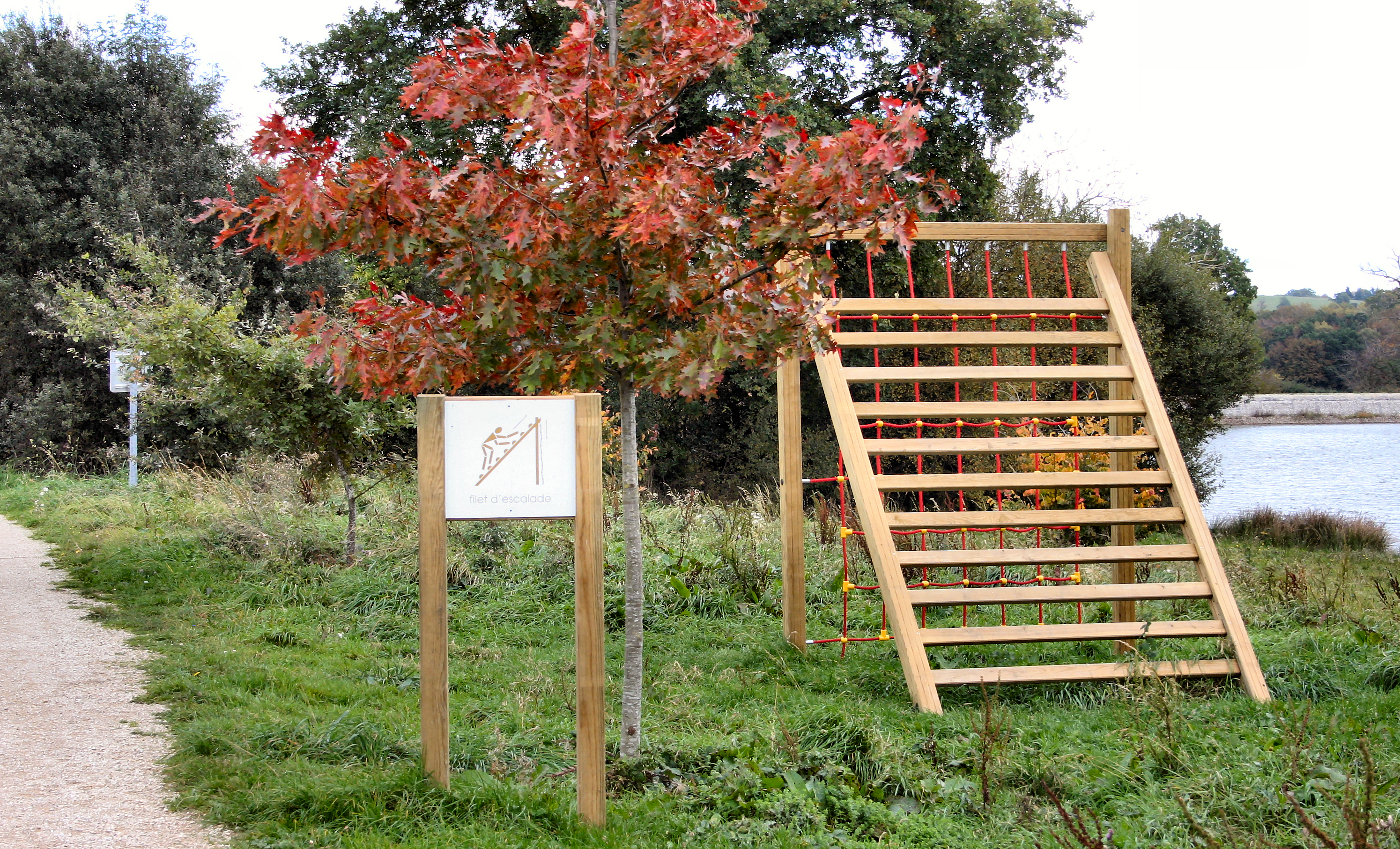
Appareil d'escalade du parcours de santé sur les bords du lac.

### Personnalités liées à la commune
- Roger Béteille (1921-2019) né à Vors, ingénieur aéronautique initiateur du programme Airbus.
- Raymond Lacombe (1929-2002), maire de Camboulazet, syndicaliste paysan français, éleveur sur une exploitation laitière de 35 hectares à Baraqueville.
- Bruno Granier (1958), Professeur des Universités, spécialiste de la sédimentologie des carbonates et de micropaléontologie, il a découvert plusieurs taxons nouveaux d'algues fossiles (par ailleurs des confrères lui ont dédié des noms de genre et d'espèces). En 2002, il fonde une revue scientifique électronique[55], une publication en accès libre dont les thématiques principales sont la sédimentologie, la stratigraphie et la paléontologie.

### Héraldique
| Blason de Baraqueville | De gueules à la bifurcation de routes au naturel figurée par un pairle d'argent abaissé en chef, accompagné en chef de deux annelets d'or entrelacés en fasce et en flancs de deux épis du même, de seigle à dextre et de blé à senestre. |

## Lieux
- Cinéma Le Fauteuil Rouge
- Salle des fêtes de Lax
- Salle des fêtes de Carcenac-Peyralès
- Salle d'animation de Baraqueville (en cours)
- Halles/Espace Raymond Lacombe
- Médiathèque et ludothèque
- Foyer logement/résidence autonomie "Les Fontanilles"
- Lac du Val de Lenne

## Patrimoine
- Fontaine romaine de Vors.
- Fontaine de Carcenac-Peyralès.
- Église Sainte-Marie de Vors.
- Église Saint-Julien de Lax.
- Église Notre-Dame de Baraqueville.
- Église Sainte-Juliette de Fenayrols.
- Église Saint-Laurent de Carcenac-Peyralès.